# معركة تل الهوى
وقعت معركة تل الهوى في 4 مايو من عام 1844م بين قبيلة شمر بقيادة الشيخ صفوق الجربا، وبين قوة عثمانية كانت متمركزة في شمال العراق قرب مدينة الموصل. وتُعد المعركة من أبرز المواجهات التي انتصرت فيها القبائل العربية على قوات الدولة العثمانية في القرن التاسع عشر. 

## رواية بادجر على المعركة
“An engagement between Sufoog, the Sheikh of the Shammar Arabs, and the Mosulean soldiery, in which Sufoog speared the Turkish commander at the outset, took a cannon from him, and entirely routed his followers.